# Joseph Calleia

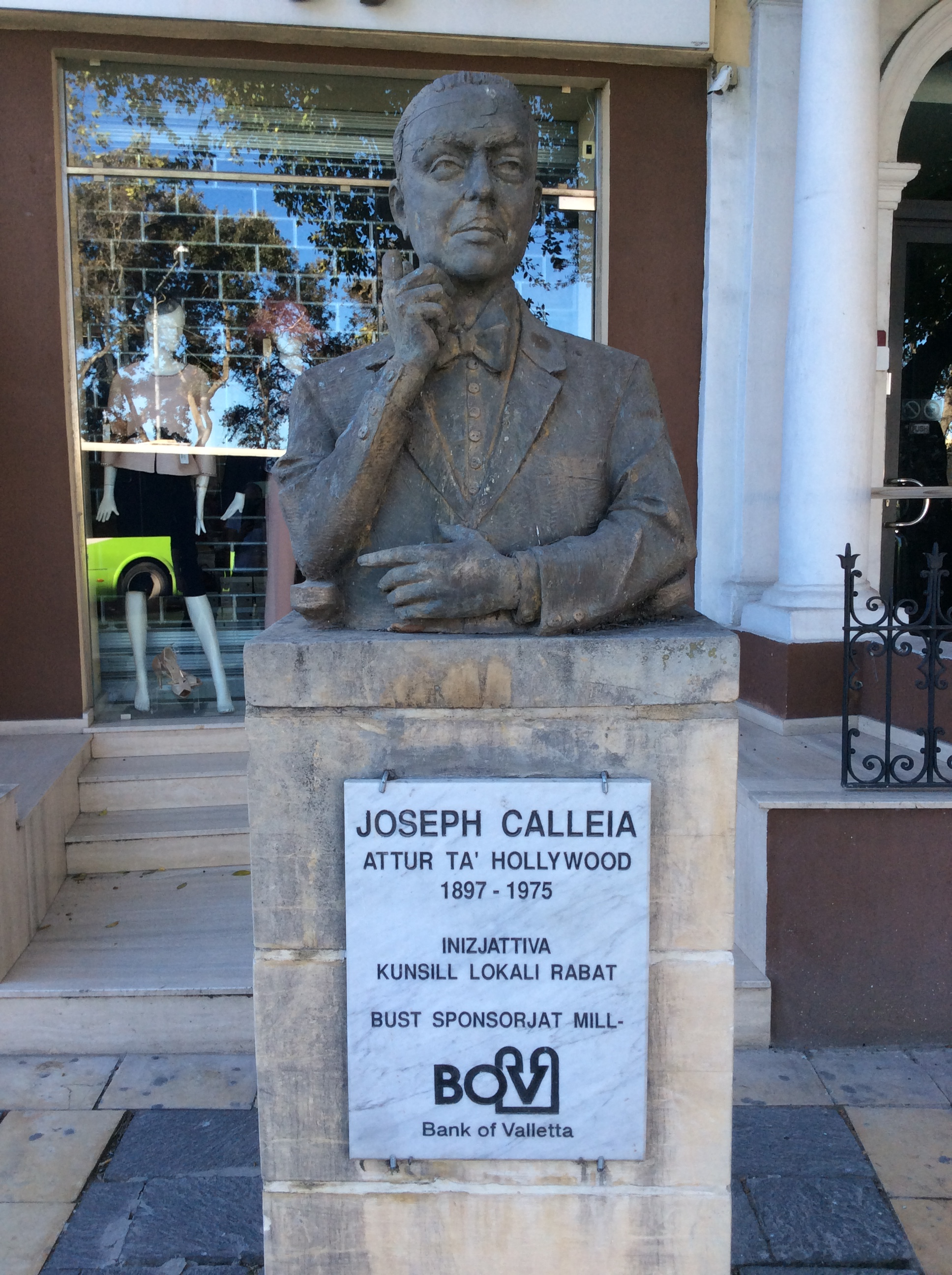
Büste für Calleia in Notabile, dem heutigen Mdina, auf Malta

Joseph Calleia (* 4. August 1897 in Notabile; † 31. Oktober 1975 in Sliema, Malta; eigentlich Joseph Alexander Caesar Herstall Vincent Calleja) war ein maltesischer Schauspieler.

## Leben
Calleias Eltern, Pasquale und Eleonore Calleja (geb. Spurin), waren spanischer und englischer Herkunft. Während Calleia die Colleges St. Julian’s und St. Aloysius auf Malta besuchte, entdeckte er sein Talent für Gesang und Komposition. Er gründete eine Musikkapelle, mit der er 1914 im Alter von 17 Jahren Malta verließ, um durch Europa zu reisen. In den darauffolgenden Jahren spielten er und seine Band in den Cafés und Musikhallen der vom Ersten Weltkrieg gebeutelten Hauptstädte. Über Engagements in Paris und London kam er 1926 nach New York, wo er schon bald ins Schauspielfach wechselte und für seine ersten Rollen am Broadway den Künstlernamen Joseph Spurin nach dem Mädchennamen seiner Mutter verwendete. Talentsucher aus Hollywood wurden schließlich auf ihn aufmerksam, worauf er 1931 einen Vertrag bei MGM erhielt und fortan als Joseph Calleia der Schauspielerei nachging.
Zwischen 1931 und 1963 spielte er in 57 Spielfilmen. Aufgrund seines südländischen Aussehens wurde er zumeist als Lateinamerikaner, Grieche oder Araber besetzt. Häufig war er dabei auch als Polizist zu sehen, so beispielsweise als Inspektor Slimane in Algiers (1938) neben Charles Boyer und Hedy Lamarr oder als Detective Maurice Obregon im Film-noir-Klassiker Gilda (1946), für den er mit Rita Hayworth und Glenn Ford gemeinsam vor der Kamera stand. An der Seite von Orson Welles spielte er in dessen zynischem Film noir Im Zeichen des Bösen (1958) als Sergeant Menzies eine seiner wichtigsten Leinwandrollen. 1963 beendete er seine Schauspielkarriere und kehrte in seine Heimat nach Malta zurück.
Ab 1929 war Calleia mit Eleonore Vassallo verheiratet. Die Ehe, die kinderlos blieb, währte bis Vassallos Tod im Jahr 1967. Joseph Calleia starb sieben Jahre später im Alter von 78 Jahren. Er wurde in der Familiengruft auf dem Friedhof Santa Maria Addolorata in Paola beigesetzt. Posthum wurde Calleia eine besondere Ehrung seines Landes zuteil, als Malta 1997 anlässlich seines 100. Geburtstags zwei Briefmarken mit seinem Konterfei veröffentlichte. Im Oktober 2005 wurde vor seinem Geburtshaus eine Büste von ihm errichtet. Sie wurde von der Bank of Valletta gesponsert und vom maltesischen Bilderhauer Anton Agius angefertigt.

## Filmografie (Auswahl)
- 1931: My Sin
- 1931: His Woman
- 1932: The Divorce Racket
- 1935: Staatsfeind Nr. 1 (Public Hero #1)
- 1936: Riffraff
- 1936: Exclusive Story
- 1936: Tough Guy
- 1936: Zwischen Haß und Liebe (His Brother’s Wife)
- 1936: Sworn Enemy
- 1936: Sinner Take All
- 1936: Dünner Mann, 2. Fall (After the Thin Man)
- 1937: Man of the People
- 1937: The Bad Man of Brimstone
- 1938: Marie-Antoinette (Marie Antoinette)
- 1938: Algiers
- 1939: Juarez
- 1939: The Gorilla
- 1939: Five Came Back
- 1939: Golden Boy
- 1939: Full Confession
- 1940: Mein kleiner Gockel (My Little Chickadee)
- 1940: Wyoming
- 1941: Das Ungeheuer von Chicago (The Monster and the Girl)
- 1941: Waffenschmuggler von Kenya (Sundown)
- 1942: Das Dschungelbuch (Rudyard Kipling’s Jungle Book)
- 1942: Der gläserne Schlüssel (The Glass Key)
- 1943: Wem die Stunde schlägt (For Whom the Bell Tolls)
- 1943: The Cross of Lorraine
- 1944: Der Ring der Verschworenen (The Conspirators)
- 1946: Deadline at Dawn
- 1946: Gilda
- 1947: The Beginning or the End
- 1947: Angelockt (Lured)
- 1948: Strick am Hals (The Noose Hangs High)
- 1948: Flucht nach Nevada (Four Faces West)
- 1948: Die Seidene Schlinge (Noose)
- 1950: Captain Carey, U.S.A.
- 1950: The Palomino
- 1950: Das Brandmal (Branded)
- 1950: Vendetta
- 1951: Valentino – Liebling der Frauen (Valentino)
- 1951: Begegnung in Tunis (The Light Touch)
- 1952: Abenteuer in Rom (When in Rome)
- 1952: Unter falscher Flagge (Yankee Buccaneer)
- 1952: Im Banne des Teufels (The Iron Mistress)
- 1953: Der Tolpatsch (The Caddy)
- 1955: Die goldene Galeere (Underwater!)
- 1955: Heißer Atem (The Treasure of Pancho Villa)
- 1955: Der kleine Rebell (The Littlest Outlaw)
- 1956: Feuer im Blut (Hot Blood)
- 1956: Serenade
- 1957: Wild ist der Wind (Wild Is the Wind)
- 1958: Im Zeichen des Bösen (Touch of Evil)
- 1958: Das Herz eines Indianers (The Light in the Forest)
- 1958: Have Gun – Will Travel (TV-Serie, eine Folge)
- 1959: The Phil Silvers Show (TV-Serie, eine Folge)
- 1959: Zorro (TV-Serie, eine Folge)
- 1959: Cry Tough
- 1960: Alamo (The Alamo)
- 1963: Die Rache des Johnny Cool (Johnny Cool)